# ムザブ語
ムザブ語は、ベルベル語の一種で、北部ベルベル諸語のゼナタ諸語のムザブ・ワルグラ諸語に属す言語である。ガルダイア語とも呼ばれる。アルジェリアのサハラ砂漠北部のガルダイア県のムザブに居住するイスラム教イバード派を信仰するムザブ人により話されている。少人数でありながらアルジェリアの都市部などでもムザブ人移民により話されている。また、ワルグラ語、トゥーグラ語、グララ語と類似している。

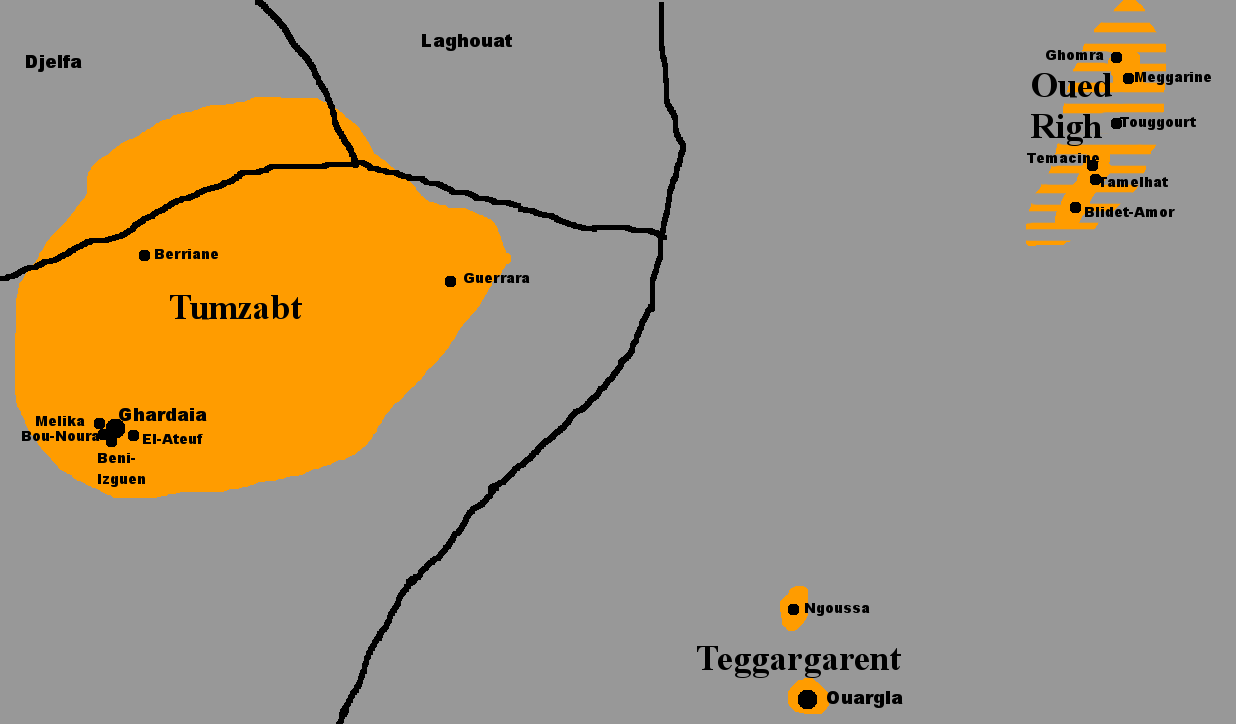
西の橙色の部分がムザブ語の分布

## 参照
1. ↑  Mozabite at Ethnologue (17th ed., 2013)